# Adrian Dantley
Adrian Delano Dantley (ur. 28 lutego 1956 w Waszyngtonie) – amerykański koszykarz, występujący na pozycjach obrońcy lub skrzydłowego, mistrz olimpijski z Montrealu, członek Koszykarskiej Galerii Sław, po zakończeniu kariery zawodniczej trener koszykarski.
Mierzący 196 cm wzrostu koszykarz studiował na University of Notre Dame. Do NBA został wybrany z 6 numerem w drafcie w 1976 przez Buffalo Braves. W Braves rozegrał jeden sezon, po którym został wybrany debiutantem roku. Później był zawodnikiem Indiana Pacers (1977), Los Angeles Lakers (1977-79), Utah Jazz (1979-86), Detroit Pistons (1986-89), Dallas Mavericks (1989-90) oraz Milwaukee Bucks (1990-91). W NBA spędził 15 sezonów, zdobywając ponad 23 000 punktów. Sześć razy był wybierany do udziału w meczu gwiazd NBA. Jego numer (4) został zastrzeżony przez Utah Jazz.

## Osiągnięcia

### NCAA
- 2-krotnie zaliczany do I składu All-American (1975, 1976)[2]
- Laureat nagrody Oscar Robertson Trophy (1976)[3]

### NBA
- Debiutant Roku NBA (1977)[4]
- 6-krotny uczestnik meczu gwiazd NBA (1980–1982, 1984–1986)[5]
- Wybrany do:
  - I składu debiutantów NBA (1977)[6]
  - II składu NBA (1981, 1984)[7]
  - Koszykarskiej Galerii Sław (Naismith Memorial Basketball Hall Of Fame – 2008)[8]
- Laureat nagrody NBA Comeback Player of the Year Award (1984)[5]
- Lider:
  - strzelców NBA (1981, 1984)[9]
  - play-off NBA w liczbie celnych rzutów wolnych (1988)[10]
- 5–krotny zawodnik tygodnia NBA (2.12.1979, 19.10.1980, 18.12.1983, 18.03.1984, 23.03.1986)[11]
- Klub Utah Jazz zastrzegł należący do niego w numer 4[12]

### Reprezentacja
- Mistrz olimpijski (1976)[13]